# Dominik Furman
Dominik Furman (Szydłowiec, 6 luglio 1992) è un calciatore polacco, centrocampista svincolato.

## Carriera

### Club
Dall'età di 13 anni gioca con il Legia Varsavia e vince un titolo nazionale, due Coppe di Polonia e una supercoppa di Polonia.
Il 16 gennaio 2014 il Tolosa acquista le prestazioni di Furman in cambio di 2,7 milioni di euro, con un contratto fino a giugno 2018.
Il 16 gennaio 2015 viene dato in prestito alla sua squadra d'origine con scadenza 30 giugno 2015 e con il Legia vince la Coppa di Polonia. Il prestito è rinnovato al termine della stagione e Furman vince la supercoppa di Polonia.
Il 1º febbraio 2016, la società francese, lo cede a titolo temporaneo, con diritto di riscatto, al Verona in Serie A.
Il 30 giugno 2021, dopo appena una stagione, decide di non rinnovare il contratto che lo legava al Gençlerbirliği.
Il 6 luglio 2021, Furman deciderà di ritornare al Wisła Płock a titolo gratuito.

### Nazionale
Il 14 dicembre 2012, fa il suo debutto in Nazionale maggiore, subentrando nella ripresa al 46º minuto, nell'amichevole disputata ad Adalia, contro la Macedonia.

## Statistiche

### Presenze e reti nei club
Statistiche aggiornate al 15 maggio 2016.
| Stagione              | Squadra               | Campionato            | Campionato | Campionato | Coppe nazionali | Coppe nazionali | Coppe nazionali | Coppe continentali | Coppe continentali | Coppe continentali | Altre coppe | Altre coppe | Altre coppe | Totale | Totale |
| Stagione              | Squadra               | Comp                  | Pres       | Reti       | Comp            | Pres            | Reti            | Comp               | Pres               | Reti               | Comp        | Pres        | Reti        | Pres   | Reti   |
| --------------------- | --------------------- | --------------------- | ---------- | ---------- | --------------- | --------------- | --------------- | ------------------ | ------------------ | ------------------ | ----------- | ----------- | ----------- | ------ | ------ |
| 2011-2012             | Legia Varsavia        | EK                    | 0          | 0          | CP              | 1               | 0               | UEL                | 0                  | 0                  | SP          | 0           | 0           | 1      | 0      |
| 2012-2013             | Legia Varsavia        | EK                    | 28         | 3          | CP              | 6               | 0               | UEL                | 4                  | 0                  | SP          | 1           | 0           | 39     | 3      |
| gen. 2014             | Legia Varsavia        | EK                    | 18         | 0          | CP              | 1               | 0               | UCL+UEL            | 5+6                | 0                  | SP          | 0           | 0           | 35     | 0      |
| gen.-giu. 2014        | Tolosa                | L1                    | 5          | 0          | CF+CdL          | 0+0             | 0               | -                  | -                  | -                  | -           | -           | -           | 5      | 0      |
| gen.-giu. 2015        | Legia Varsavia        | EK                    | 10         | 0          | CP              | 3               | 0               | -                  | -                  | -                  | -           | -           | -           | 13     | 0      |
| gen. 2016             | Legia Varsavia        | EK                    | 14         | 2          | CP              | 3               | 0               | UEL                | 8                  | 0                  | SP          | 1           | 0           | 26     | 2      |
| Totale Legia Varsavia | Totale Legia Varsavia | Totale Legia Varsavia | 70         | 5          |                 | 14              | 0               |                    | 23                 | 0                  |             | 2           | 0           | 109    | 5      |
| gen.-giu.2016         | Verona                | A                     | 1          | 0          | CI              | 0               | 0               | -                  | -                  | -                  | -           | -           | -           | 1      | 0      |
| Totale carriera       | Totale carriera       | Totale carriera       | 76         | 5          |                 | 14              | 0               |                    | 23                 | 0                  |             | 2           | 0           | 115    | 5      |

### Cronologia presenze e reti in Nazionale
| Cronologia completa delle presenze e delle reti in nazionale ― Polonia | Cronologia completa delle presenze e delle reti in nazionale ― Polonia | Cronologia completa delle presenze e delle reti in nazionale ― Polonia | Cronologia completa delle presenze e delle reti in nazionale ― Polonia | Cronologia completa delle presenze e delle reti in nazionale ― Polonia | Cronologia completa delle presenze e delle reti in nazionale ― Polonia | Cronologia completa delle presenze e delle reti in nazionale ― Polonia | Cronologia completa delle presenze e delle reti in nazionale ― Polonia |
| Data                                                                   | Città                                                                  | In casa                                                                | Risultato                                                              | Ospiti                                                                 | Competizione                                                           | Reti                                                                   | Note                                                                   |
| ---------------------------------------------------------------------- | ---------------------------------------------------------------------- | ---------------------------------------------------------------------- | ---------------------------------------------------------------------- | ---------------------------------------------------------------------- | ---------------------------------------------------------------------- | ---------------------------------------------------------------------- | ---------------------------------------------------------------------- |
| 14-12-2012                                                             | Adalia                                                                 | Macedonia                                                              | 1 – 4                                                                  | Polonia                                                                | Amichevole                                                             | -                                                                      | 46’                                                                    |
| 16-11-2019                                                             | Gerusalemme                                                            | Israele                                                                | 1 – 2                                                                  | Polonia                                                                | Qual. Euro 2020                                                        | -                                                                      | 84’                                                                    |
| Totale                                                                 |                                                                        | Presenze                                                               | 2                                                                      |                                                                        | Reti                                                                   | 0                                                                      |                                                                        |

| Cronologia completa delle presenze e delle reti in nazionale (partite non ufficiali) ― Polonia | Cronologia completa delle presenze e delle reti in nazionale (partite non ufficiali) ― Polonia | Cronologia completa delle presenze e delle reti in nazionale (partite non ufficiali) ― Polonia | Cronologia completa delle presenze e delle reti in nazionale (partite non ufficiali) ― Polonia | Cronologia completa delle presenze e delle reti in nazionale (partite non ufficiali) ― Polonia | Cronologia completa delle presenze e delle reti in nazionale (partite non ufficiali) ― Polonia | Cronologia completa delle presenze e delle reti in nazionale (partite non ufficiali) ― Polonia | Cronologia completa delle presenze e delle reti in nazionale (partite non ufficiali) ― Polonia |
| Data                                                                                           | Città                                                                                          | In casa                                                                                        | Risultato                                                                                      | Ospiti                                                                                         | Competizione                                                                                   | Reti                                                                                           | Note                                                                                           |
| ---------------------------------------------------------------------------------------------- | ---------------------------------------------------------------------------------------------- | ---------------------------------------------------------------------------------------------- | ---------------------------------------------------------------------------------------------- | ---------------------------------------------------------------------------------------------- | ---------------------------------------------------------------------------------------------- | ---------------------------------------------------------------------------------------------- | ---------------------------------------------------------------------------------------------- |
| 2-2-2013                                                                                       | Malaga                                                                                         | Romania                                                                                        | 1 – 4                                                                                          | Polonia                                                                                        | Amichevole                                                                                     | -                                                                                              | 67’                                                                                            |
| Totale                                                                                         |                                                                                                | Presenze                                                                                       | 1                                                                                              |                                                                                                | Reti                                                                                           | 0                                                                                              |                                                                                                |